# Květen 1968 ve Francii
Květen 1968 (též nazývaný jako Pařížský květen nebo Pařížské studentské nepokoje apod.) je historické označení pro občanské nepokoje a hnutí roku 1968, které vzešlo původně ze studentského prostředí, ale zasáhlo postupně celou společnost ve Francii. Nepokoje, které vypukly v květnu po násilném vyklizení studenty obsazené Sorbonny, vedly až k týdenní generální stávce, která ochromila celou zemi. V dlouhodobém horizontu tato vzpoura vyvolala kulturní, politické a ekonomické reformy ve Francii.

## Stav před květnem 1968

### Protesty ve Francii

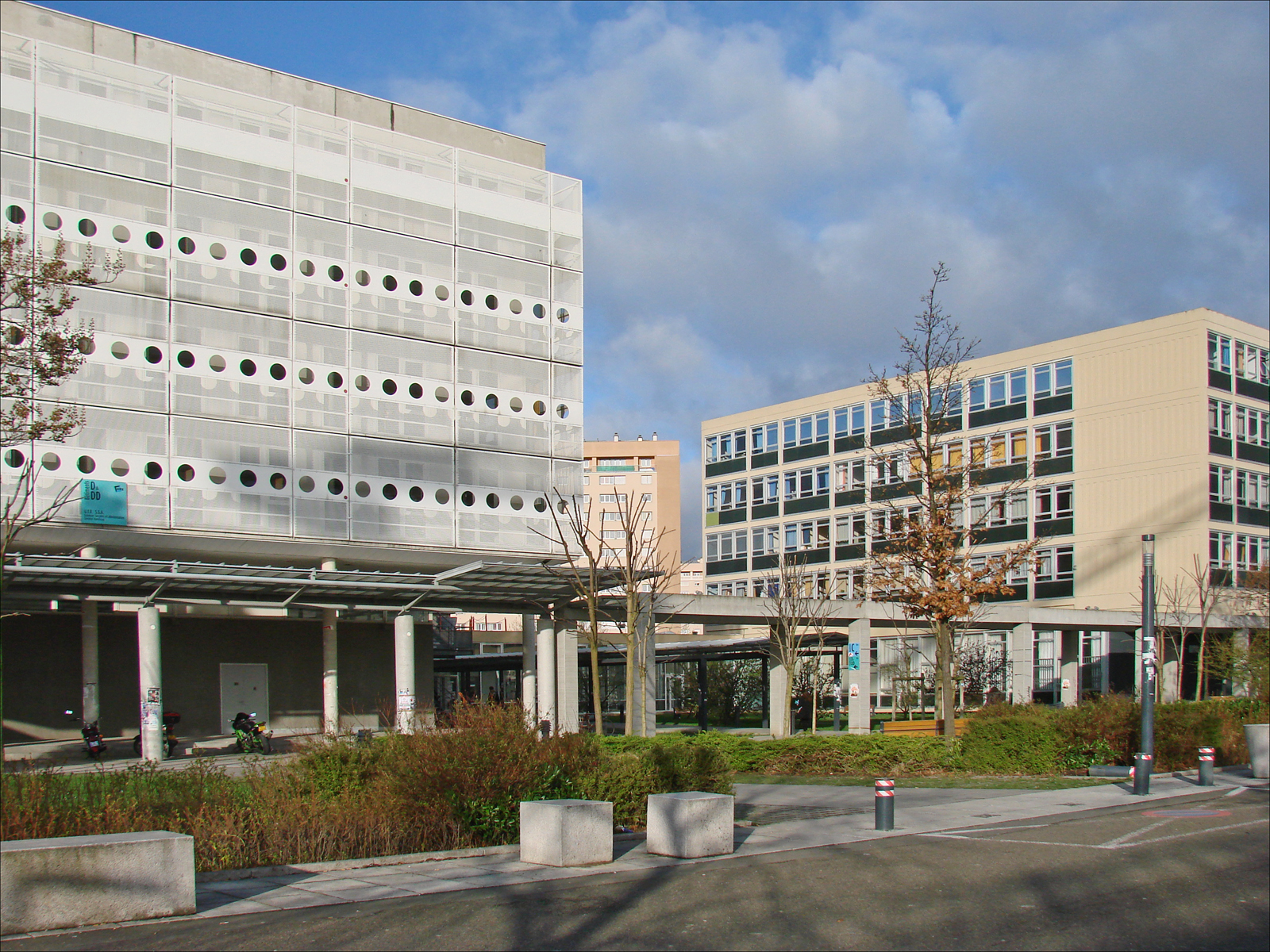
Univerzita v Nanterre

V letech 1967–1968 probíhaly politické protesty a hnutí ať už studentů či jiných složek společnosti též v Německu, USA, Itálii, Japonsku, Mexiku, Švýcarsku a v dalších zemí, nikde však dosáhly takové intenzity jako ve Francii. Francouzská pátá republika měla v 60. letech pravicově konzervativní vládu pod vedením prezidenta Charlese de Gaulla a premiéra Georgese Pompidoua. Již v listopadu 1967 požadovaly francouzské politicky aktivní skupiny studentů zlepšení studijních podmínek, případně kritizovaly tzv. gaullismus, francouzskou obdobu konzervatismu, což ale zůstávalo u politické administrativy bez odezvy. Ve městě Nantes studenti obsadili justiční palác a v městečku Jussieu nedaleko Lyonu proběhlo několik studentských demonstrací. Na pařížském předměstí Nanterre došlo k větším protestům studentů proti přítomnosti policistů v civilu na území kampusu. V lednu 1968 studenti policisty vyfotografovali a jejich portréty nosili jako štíty na demonstracích. Dne 14. února obsadili tzv. Enragés (Bouřliví) studentské koleje v Nanterre.
V únoru vypukly protesty rovněž v Paříži, kde filmaři opakovaně demonstrovali u Palais de Chaillot proti odvolání Henriho Langoise z místa ředitele Cinémathèque française ministrem kultury André Malrauxem. Proti ministrově rozhodnutí protestoval mj. i Charlie Chaplin, ovšem vláda zůstala neoblomná. Mezi 5000 demonstranty byli umělci a intelektuálové jako François Truffaut, Jean-Paul Sartre, Jean-Luc Godard, Jean-Pierre Léaud nebo Claude Jade.
V březnu stávkovali pracovníci firmy Garnier v Redonu, stávka se rozšířila na celé město.
V Nanterre založila skupina 142 levicových studentů na filozofické fakultě radikální Hnutí 22. března. Toho dne studenti a jejich přívrženci obsadili budovu univerzity, kde uspořádali diskusi o třídní diskriminaci ve Francii a o politické byrokracii ovládající školní finance.
Nejprve byly obsazeny administrativní budovy, aby se podařilo prosadit některé požadavky, mezi nimi i zrušení oddělení mužů a žen na kolejích. Hlavními mluvčími této skupiny byli Daniel Bensaïd a Daniel Cohn-Bendit. Cohn-Benditovo první veřejné známé vystoupení se konalo při otevření plaveckého bazénu v Nanterre 8. ledna 1968, když veřejně kritizoval přítomného ministra sportu a mládeže Françoise Missoffa za to, že se nezajímá o sexuální problémy mládeže. Univerzita v Nanterre byla na základě pokračujících nepokojů úřady uzavřena 2. května.

### Motivy a kulturní pozadí protestu

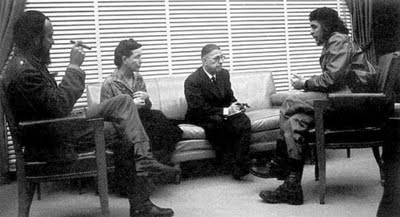
Núñez, Beauvoirová, Sartre a Che Guevara na Kubě (1960)

Hospodářská situace ve Francii se poprvé od války zhoršila a nezaměstnanost vzrostla. Mnoho protestních akcí proto směřovalo proti tehdejší konzervativní společnosti, proti materialismu předchozí generace a proti šíření technokracie, jak se domnívalo mnoho studentů a intelektuálů. Kromě konkrétních cílů, jako bylo zlepšení studijních podmínek a demokratizace v oblasti vysokoškolského vzdělávání a společnosti, se objevily také požadavky na změnu celé společnosti, což ovšem nebyl na konci 60. let ojedinělý požadavek typický pouze pro Francii.
- Liberální kultura hnutí hippies dorazila jen krátce před tím z USA do Evropy a ovlivnila hudbu, módu i další složky kultury mládeže. I ve Francii se začalo stále více diskutovat o sexuální revoluci, o volné lásce a seberealizaci. Často vznikaly generační konflikty kulturní povahy s rodiči v silně katolické Francii, kde byla antikoncepce zakázána až do roku 1967.
- Protest proti válce ve Vietnamu rovněž utvářel politické studentské hnutí v mnoha zemích. Nicméně Francie přijala oficiálně kritický postoj v této otázce vůči USA.
- Atentát na Rudiho Dutschke v Německu se setkal ve Francii s velkým rozhořčením. Daniel Cohn-Bendit pozval o několik týdnů později předsedu SDS Karla Dietricha Wolffa do Nanterre.

### Levice ve Francii před rokem 1968
Ve Francii byla levice tradičně silná a různorodá. Neexistovala však jedna převažující socialistická strana. Levice byla rozdrobená do více menších stran a skupin:
- Byly zde četné menší marxistické a neomarxistické proudy jako trockisté, maoisté, leninisté nebo operaisté.
- Mnohem populárnější[zdroj?] byla stalinistická Francouzská komunistická strana (PCF) a připojený největší odborový svaz Confédération générale du travail (CGT), jejichž zájem se v rámci studené války obracel k prosazování zvýšení mezd a udržení míst a upevnění vůdčího postavení u pracujících. Během druhé světové války francouzští komunisté bojovali spolu s pravicovým hnutím Résistance proti okupantům Francie. Stalina vnímali jako jednoho z osvoboditelů od fašismu a obhajovali jej i tehdy, když už byl stalinismus v 60. letech v samotné Moskvě kritizován.
- Nejvlivnější intelektuálové té doby jako Jean-Paul Sartre, Maurice Merleau-Ponty, Simone de Beauvoir, Roland Barthes, Claude Lévi-Strauss nebo Henri Lefebvre byli rovněž levicově orientováni a mnozí byli členy komunistické strany, přičemž vyznávali existencialismus a humanismus nebo strukturalismus.
- Vedle nich existovala do roku 1967 skupina kolem časopisu Socialisme ou Barbarie (Socialismus nebo barbarství), kterou vedl intelektuál a liberální socialista Cornelius Castoriadis, který kritizoval marxistické myšlenkové proudy.
- Různí anarchisté a anarchosyndikalistické odbory (Confédération nationale du travail, CNT) se orientovali na klasické anarchistické teorie a proto odmítali všechny ostatní levicové organizace.
- Situacionistická internacionála, což byla malá kulturně revoluční skupina kolem Guy Deborda, nazývaní situacionisté.

### Studentské hnutí
Většina studentů zpočátku protestovala především proti školskému systému, který považovali za zastaralý a zkostnatělý. Od 50. let se počet studentů více než ztrojnásobil, aniž by na to státní orgány přiměřeně reagovaly. O nezbytných reformách a modernizaci univerzit a jejich přizpůsobení se novým požadavkům hospodářského systému se diskutovalo mezi studenty i odborníky již delší dobu. V roce 1966 situacionisté ve Štrasburku vyjádřili zásadní kritiku společnosti a vzdělávacího systému a vyjádřili podporu pro větší reformní úsilí na univerzitách. Jejich pamflet O bídě ve studentském prostředí vyvolal místní skandál, což vedlo k tomu, že jejich teze získaly větší popularitu mezi studenty. Také Hnutí 22. března s nimi bylo v kontaktu.
Roku 1967 vyšly ve Francii knihy jako Jednorozměrný člověk od Herberta Marcuse nebo Příručka umění žít pro mladé generace Raoula Vaneigema a Společnost spektáklu od Guy Deborda (oba situacionisté), které nacházely odezvu mezi politicky aktivními studenty. Ve francouzském tisku byla později některým z těchto knih vyřčena odpovědnost za následné nepokoje. Ovšem studenti četli i různé levicové klasiky jako Marxe nebo Bakunina, či autory jako byli Wilhelm Reich (Freudomarxismus) nebo Charles Fourier (raný socialismus).
Začínající studentské hnutí ve Francii bylo charakteristické mimo jiné i tím, že na své politické otázky u převládajících ideologiích různých směrů, i mezi tradiční levicí, nenacházelo odpovědi.

## Květen 1968

### Radikalizace protestů a protiopatření
Dne 3. května 1968 obsadili politicky levicově zaměření studenti prostory Sorbonny poté, co vyšel zákaz o shromažďování na půdě Pařížské univerzity. Na shromáždění se mělo protestovat proti uzavření univerzity v Nanterre, ke kterému došlo předchozího dne. Vzhledem k nebezpečí, že by mohly vypuknout násilné nepokoje s pravicovými studenty skupiny Occident, nechaly úřady v odpoledních hodinách budovy evakuovat policií. Policie nasadila při vyklízení slzný plyn, 200 studentů bylo zatčeno a odvezeno. Ostatní studenti proti tomuto zásahu protestovali a v Latinské čtvrti vypukly násilné nepokoje. Několik tisíc demonstrantů zaútočilo v pouličních bitkách na policii, která takovýto odpor nečekala. Dalších 600 osob bylo zatčeno. Dne 4. května byla Sorbonna uzavřena. V reakci na to unie vysokých škol a studentská unie vyzvala 5. května ke stávce na všech vysokých školách. Komunistická strana se od těchto protestů distancovala.
6. května došlo k demonstracím, které se vystupňovaly ve večerních hodinách. Demonstrující měli tři požadavky: otevření univerzity v Nanterre, stažení policie ze Sorbonny a propuštění zadržovaných studentů. Poté, co byly odmítnuty, začalo více než 10 000 demonstrantů stavět barikády z převrácených automobilů a vytrhaných dlažebních kostek. Kromě samotných vysokoškoláků se těchto akcí zúčastnili i mladí nezaměstnaní, studenti, dělníci a přistěhovalci. Mluvčí studentů zpočátku nedostávali v médiích žádný prostor k vyjádření.
Demonstrace a nepokoje pokračovaly i v následujících dnech. Úřady a policie reagovaly represivně. To se odrazilo i na reakci místních obyvatel, kteří, ačkoli jejich auta byla mnohdy poškozena, reagovali často solidárně a nabízeli demonstrantům jídlo nebo možnost útěku.

### Barikády
V pátek 10. května do večera vyrostlo v okolí Sorbonny na 60 barikád, především v oblasti mezi Boulevard Saint-Michel, ulicí Rue Claude-Bernard, Rue Mouffetard a Pantheonem a podél Rue Gay-Lussac. V noci z 10. na 11. května ve 2 hodiny začala policie vyklízet prostor, několik stovek osob bylo zraněno a kolem 500 zatčeno. Následovala vlna solidarity s pařížskými studenty nejprve pouze ve Francii, později i v dalších zemích Evropy. V sobotu vyjádřili solidaritu se studenty i zaměstnanci. Francouzské odbory, s výjimkou komunistické CGT, která označila události za akci organizovanou pravicovými kruhy, se rozhodly vydat prohlášení v pondělí. Na tento den také byla vyhlášena jednodenní generální stávka na protest proti tvrdému zásahu policie.
Rozhořčení obyvatel nebylo namířeno ani tak proti vandalismu a protestům, ale spíše proti násilné reakci úřadů a policie, která měla za následek mnoho zraněných demonstrantů. K tomu se přidaly i nepotvrzené zvěsti o mrtvých.

### Obrat
Premiér Pompidou, který byl v době protestů na státní návštěvě Afghánistánu, vyhlásil v úterý zákon o amnestii pro všechny zatčené a obviněné studenty. Pompidou učinil už v sobotu kompromisní návrhy a nechal stáhnout policii.
Sorbonna ležící ve středu zabarikádované oblasti byla v pondělí opět obsazena, studenti pozvali i účastníky odborových protestů. Na ohlášenou demonstraci odborů přišlo nejen mnoho studentů, ale především zaměstnanců. Na zdech se objevovaly plakáty, hesla a výzvy, zdi samotné Sorbonny byly pokryty nápisy. Všude byly ručně psané lístky nebo vytištěné plakáty a poutače anarchistických, situacionistických, maoistických nebo trockistických skupin, na nichž byly zveřejňovány nejnovější zprávy nebo různé politické požadavky. Na obsazené Sorbonně, jakož i na ulicích, se shromáždily opět větší skupiny lidí, k výměně zpráv a diskutovali o politice a o situaci.

### Zmatek vtradiční levici
Obsazeny byly v úterý 14. května i další fakulty a vysoké školy, například Akademie výtvarných umění v Nanterre, Konzervatoř dramatických umění a lékařská fakulta, stejně jako kina, divadla, školy, nádraží atd. Černé (anarchistické) a červené (socialistické) vlajky vlály na obsazených budovách i na demonstracích. Mnozí vyjádřili solidaritu s pražským jarem a se studentskými protesty v Polsku.
Levicové strany a organizace reagovaly zpočátku zdráhavě, ale posléze se snažily ovlivnit běh událostí, aby protesty vedly ve vyjetých kolejích. Takže ulicemi jezdily auta CGT s amplióny a snažily se protestujícím udávat pokyny pro další postup, ovšem byly z velké části ignorovány. PCF začala sice váhavě prokazovat svou solidaritu se studenty, ale i nadále je označovala za dobrodruhy nebo anarchisty. Při demonstracích se snažili organizátoři CGT oddělit studenty a odborově organizované dělníky.
Studenti prohlásili Sorbonnu za lidovou vysokou školu přístupnou každému. V Paříži vzniklo na 400 akčních výborů. Na Sorbonně to byly např. akční výbor fotbalistů, severoafrických dělníků, výbor dělníků-studentů, nebo rada pro zachování obsazení.
Také v Nantes, Bordeaux a dalších městech začalo obsazování škol studenty.

### Dělníci ve stávce
V úterý 14. května začali stávkovat zaměstnanci letecké továrny Aviation-Sud v Nantes a studenti jim přišli demonstrovat podporu. Dne 15. května následovali dělníci Renaultu a obsadili správní budovu. Stejně tak stávkovali dělníci firmy Lockheed v Beauvais a Unulec v Orléans. Téhož dne večer obsadilo asi 200–300 osob z divadelního prostředí pařížské divadlo Odéon. O den později vstoupili do stávky pracovníci společnosti distribuce tisku v Paříži a stávky se dále šířily do více firem nejprve v Paříži, později stále více v jiných městech.

### Další stávky, ekonomické a politické požadavky
Ve čtvrtek 16. května bylo obsazeno 50 společností a následujícího dne stávkovalo 200 tisíc zaměstnanců. Postižen byl téměř celý hutnický a chemický průmysl. V sobotu se stávky a obsazení továren rozšířilo tak rychle, že zahrnovalo přibližně 2 miliony lidí. Francie zažila ve svých dějinách první generální divokou stávku, která trvala téměř měsíc. Charles de Gaulle se 18. května vrátil předčasně z cesty po Rumunsku.
V pondělí 20. května vyzvala opozice vládu k demisi a vypsání předčasných voleb. Žádost byla zamítnuta ve středu. De Gaulle v pátek 24. května oznámil, že vyhlásí referendum, které by mu mělo udělit plnou moc provádět určité reformy na univerzitách a v průmyslu. V případě porážky nabídl svou rezignaci.
Zatímco CGT vyzvala k vyšším mzdám, mezi stávkujícími se vyskytovaly rovněž požadavky k odstoupení vlády. K mírnějším požadavkům stávkujících patřilo mj. zvýšení mezd, 40hodinový pracovní týden, lepší sociální a důchodové pojištění, u studentů pak reforma univerzit.
Při pokračování stávky nastal nedostatek pohonných hmot a infrastruktura země byla i jinak z velké části ochromena.
Vláda ale i CGT prosazovaly stále více ukončení stávky. 24. května oznámil Charles de Gaulle splnění reforem ve vzdělávání, které požadovali studenti a zvýšení mezd pro stávkující. Dne 25. května požadovali gaullisté a komunisté přechodný zákaz demonstrací.
Dne 27. května byl vypískán zástupce CGT Georges Séguy, když předložil v Renaultu tzv. Smlouvu z Grenelle, která měla upravit poměry mezi vládou, sdružením podnikatelů a odbory. Ačkoli měla být minimální mzda zvýšena o 35 % a ostatní mzdy o 7 %, zaměstnanci pokračovali dál ve stávce.
Zároveň François Mitterrand 27. května pronesl na pařížském stadionu Charlety před zástupci socialistických stran projev, ve kterém oznámil, že je připraven na převzetí vlády.
CGT byla ochotna podpořit jen tzv. lidovou vládu. 29. května zorganizovala shromáždění, kterého se zúčastnilo několik set tisíc lidí, kteří provolávali hesla jako „Adieu, de Gaulle!“

### Charles de Gaulle a konec nepokojů
De Gaulle odletěl ve středu 29. května tajně vrtulníkem do Baden-Badenu za francouzským generálem Jacquesem Massu. Následovala fáma, že prezident utekl ze země. Poté, co se de Gaulle ujistil o podpoře armády, vyhlásil následujícího dne v rozhlasovém projevu nové volby na 23. června. Varoval před dalším pokračováním stávky, která by vedla k posílení pozic komunistické strany a vyzval dělníky k ukončení stávky. Pohrozil rovněž zavedením výjimečného stavu.
Dne 30. května se uskutečnil pochod z Place de la Concorde na Place de l’Étoile několika set tisíc osob (přesné číslo je sporné) konzervativních odpůrců nepokojů, které vedli André Malraux a Michel Debré.
V tomto momentě došlo ke zlomu v protestním hnutí. Mnoho stávkujících se opět vrátilo do práce. Odbory apelovaly na zbývající stávkující, aby také ukončili stávku. Některé podniky byly v následujících dnech vyklizeny policií.
Dne 18. června byla stávka zcela ukončena.

## Důsledky
Francouzská politika, která byla (stejně jako tehdejší sociologové a novináři) překvapena rychlým vývojem událostí, reagovala se značným zpožděním až v době, kdy ve většině francouzských univerzitních měst zavládl neudržitelný chaos. De Gaulle přenechal vyřízení těchto záležitostí tehdejšímu premiérovi Georgesovi Pompidou.
V nových volbách vyšli gaullisté posíleni, když v Národním shromáždění získali 358 křesel z 487. Na druhém místě skončili komunisté, kteří získali o pět milionů hlasů méně než konzervativci.
Georgese Pompidoua v červenci 1968 nahradil Couve de Murville. V roce 1969 odstoupil Charles de Gaulle z úřadu prezidenta poté, co bylo jím navrhované referendum odmítnuto obyvatelstvem. Jeho úmrtí o rok později bylo považováno za konec jedné éry. Nicméně konzervativci vládli Francii ještě více než deset let.
Komunistická strana ztratila po květnových nepokojích mezi francouzskými dělníky ve volbách dlouhodobě na významu, vedle ní se naopak prosadila radikální levice, sice málo, ale trvale (Ligue communiste révolutionnaire). Se sjednocením různých socialistických hnutí a proudů začal vzestup Francouzské socialistické strany, která se v roce 1981 dočkala vlády. Stejně jako v jiných zemích, byla ve Francii založena v 70. letech Strana zelených (Les Verts), ale dosáhla méně politických úspěchů než např. v Německu nebo Nizozemí. V pozdějších 70. letech vznikla i extrémně levicová teroristická organizace Action Directe, která byla ideologicky srovnatelná s německou Frakcí Rudé armády.
Následkem května 1968 došlo ve Francii, stejně jako i v jiných zemích, ke kulturním, sociálním a politickým reformám, ačkoliv ne v takové míře, v jaké studenti původně zamýšleli. Někteří protagonisté května 1968 se později prosadili v politických stranách nebo v médiích, jiní učili na vysokých školách nebo získali významné posty v dalších institucích. Většina institucí a struktur stejně jako vzdělávací systém nicméně přežily květen 1968 bez zásadních změn. Mnoho francouzských univerzit, které do té doby sídlily často v centrech měst ve staletých budovách, bylo nuceno v důsledku nepokojů přesídlit na vzdálená předměstí. Státní úřady spatřovaly ve studentech a tím i v jejich univerzitních institucích potenciální podporu nepokojů. Takto se např. skoro celá Univerzita v Bordeaux přesunula na předměstí Talence. Také Pařížská univerzita byla rozdělena na 13 samostatných univerzit a některé z nich přesídlily do okolí Paříže na předměstí.
Události z května 1968 byly zpracovány i ve filmech jako Tout va bien (1972) J. L. Godarda, Milou en Mai (1990) Louise Malleho, Snílci (2003) Bernarda Bertolucciho nebo Nés en 68 (2008), režie Olivier Ducastel a Jacques Martineau. Vznikl dokonce i muzikál Tosca '68.